# فعال‌کننده پروترومبین
فعال‌کننده پروترومبین (انگلیسی: Prothrombin activator) مجموعه‌ای از دوازده عامل انعقاد خون است که در کاتالیز پروترومبین به ترومبین عمل می‌کنند. فعال‌کننده پروترومبین در پاسخ به آسیب عروق خونی توسط مجموعه‌ای از واکنش‌های شیمیایی در بدن آزاد می‌شود.